# Pietro Della Vecchia
Pietro Della Vecchia (Venezia, 1603 – Vicenza, 8 settembre 1678) è stato un pittore italiano.

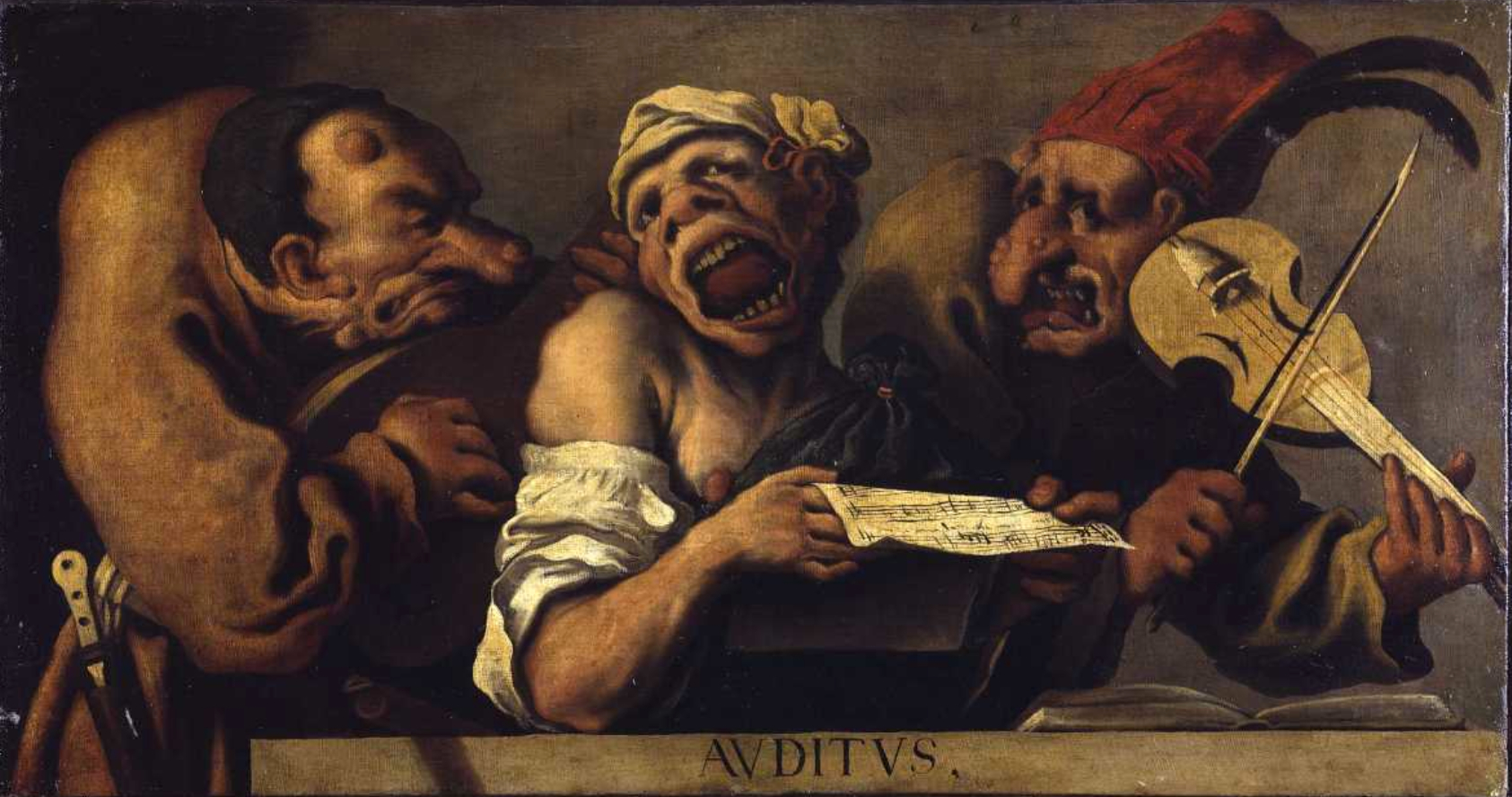
Allegoria dell'Udito

Nel 1984 Bernard Aikema ha dimostrato come il vero cognome del pittore è Della Vecchia, mentre Pietro Muttoni, con il quale è stato conosciuto a partire dal XIX secolo, è il risultato di una errata interpretazione che Luigi Lanzi fece di un lavoro di F. Bartoli (Le pitture, sculture ed architetture della città di Rovigo, 1793), in cui è citato un quadro dell'artista in Casa Muttoni a Rovigo.
La peculiarità del cognome ha spinto alcuni ad interpretarlo per tutto il XIX e XX secolo come un soprannome derivato dall'attività di restauratore, nonché dalla sua predisposizione alla replica e copia di dipinti di artisti delle generazioni precedenti come Giorgione.

## Biografia

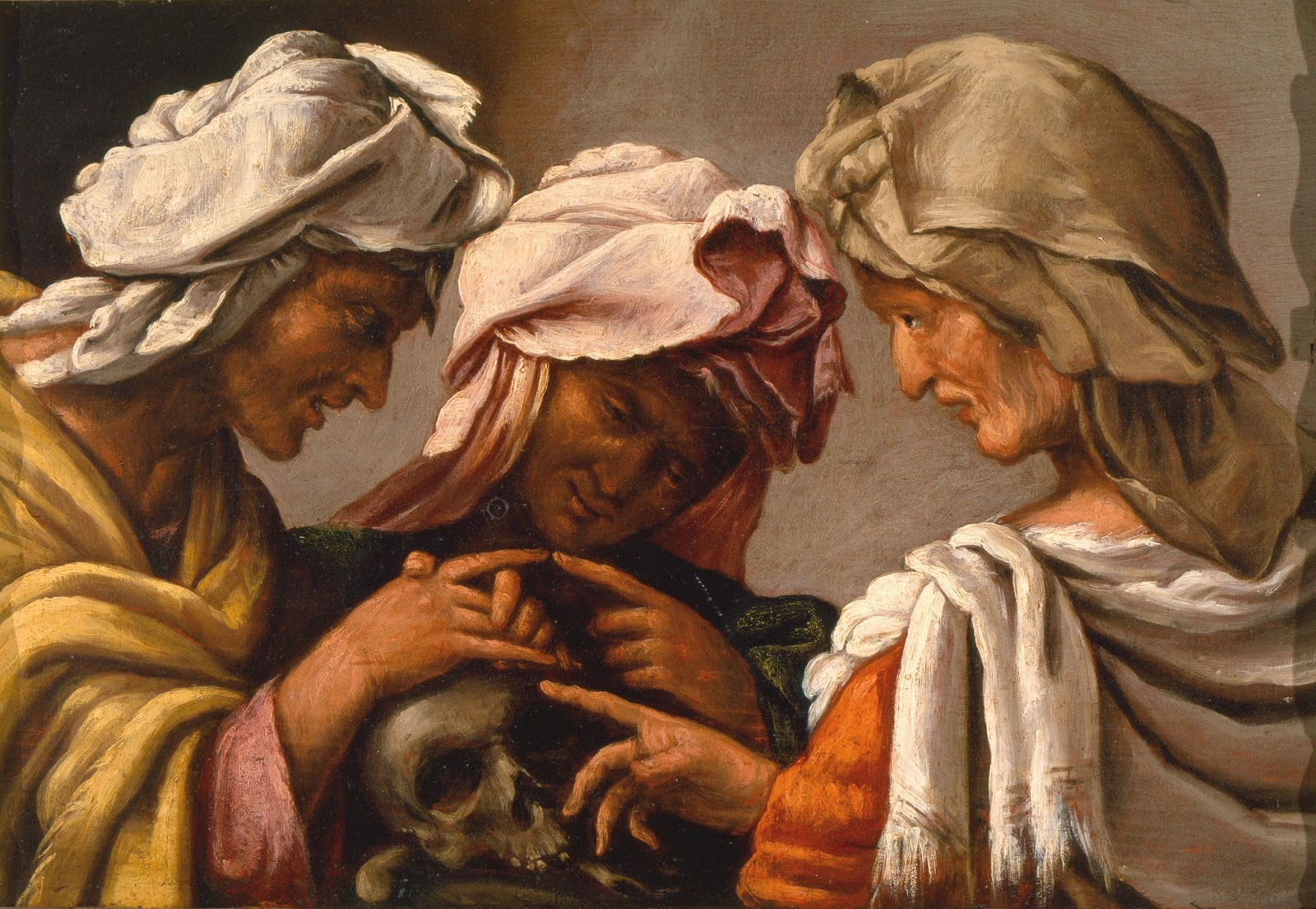
Le Tre Parche con teschio, Gallerie Estensi

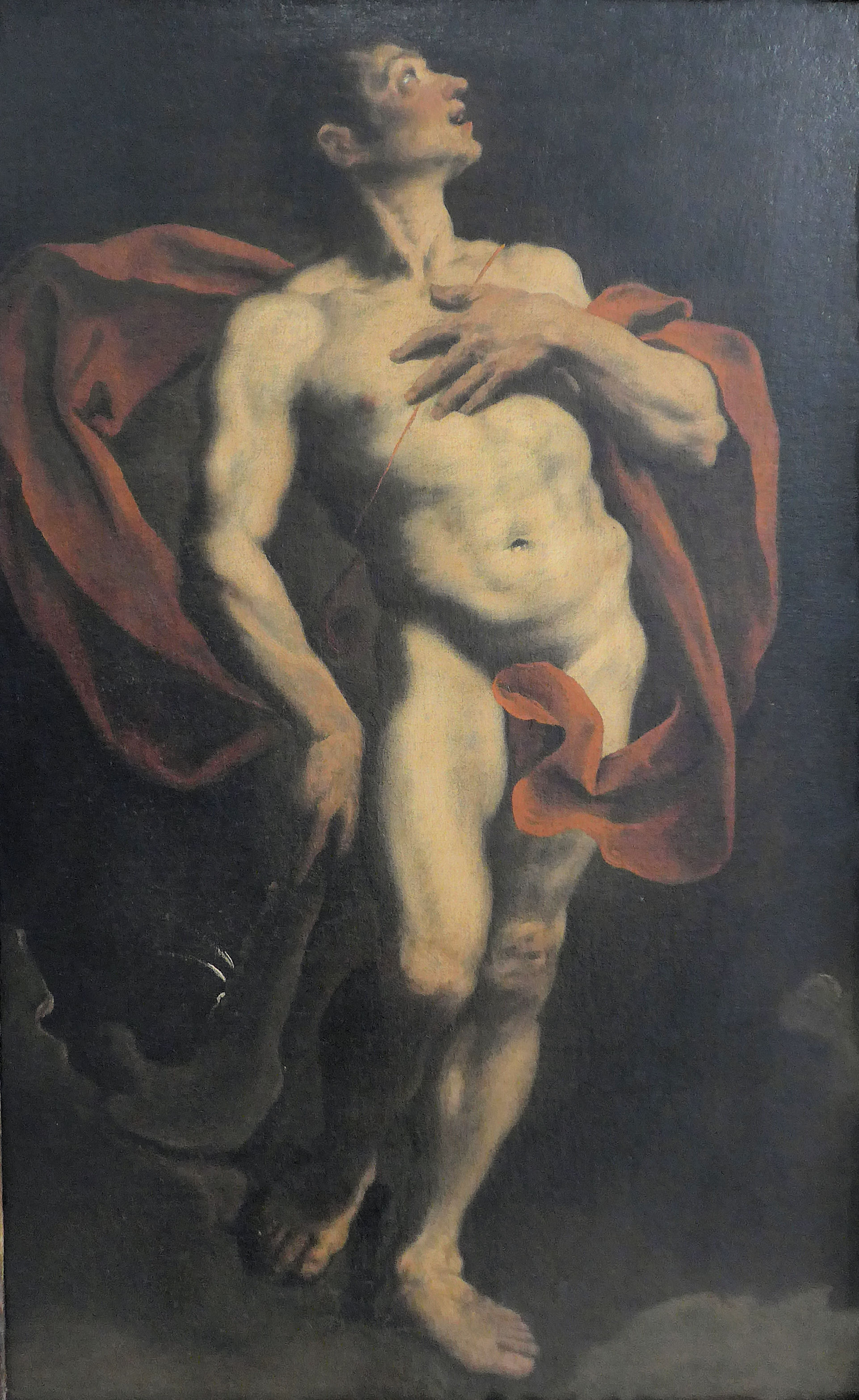
San Sansone, MAST Castel Goffredo

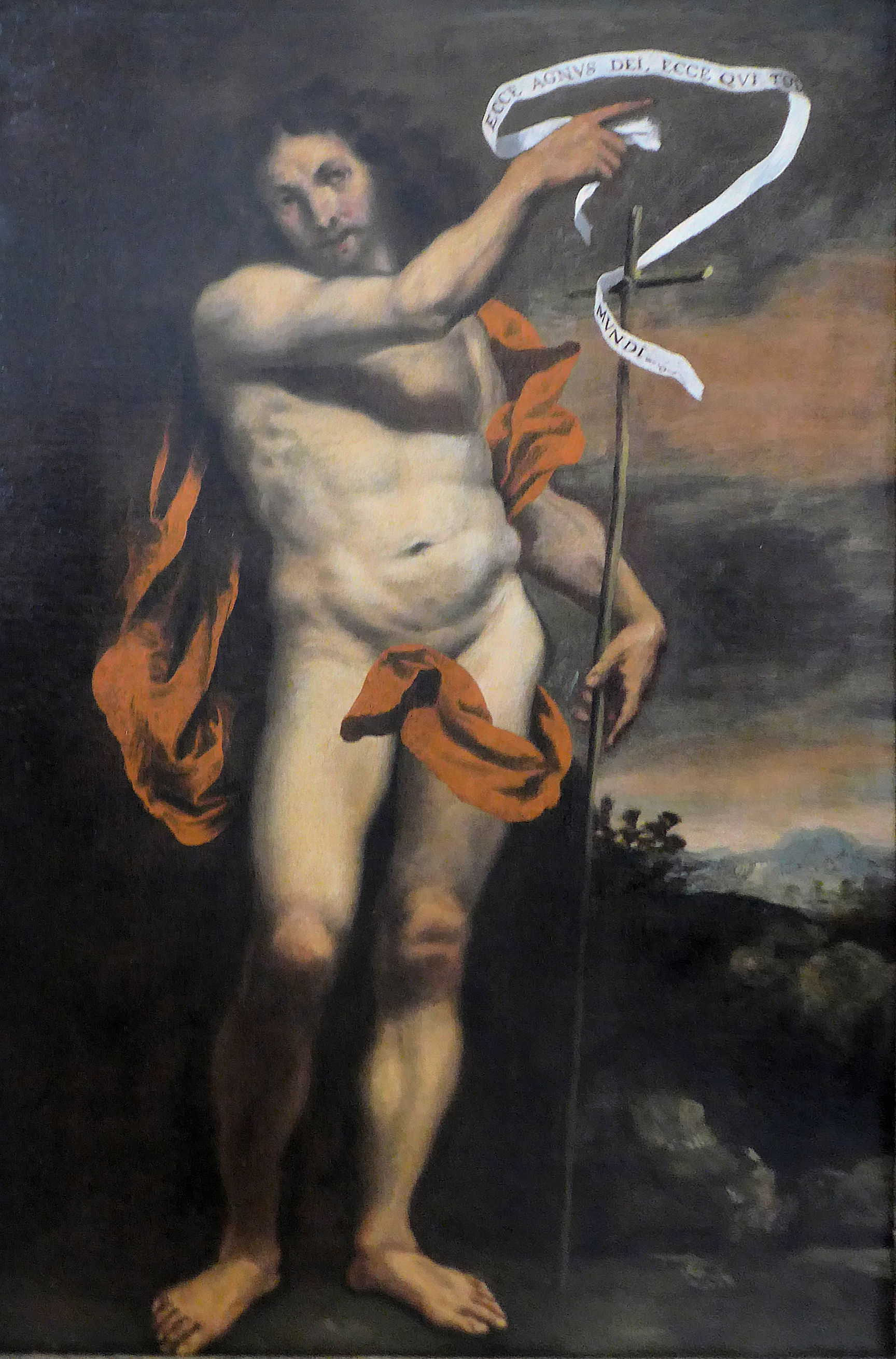
San Giovanni Battista, MAST Castel Goffredo.

Studiò, con ogni probabilità, presso Alessandro Varotari, detto il Padovanino, derivando da questo l'interesse verso la pittura veneziana del secolo precedente, in particolar modo quella di Tiziano e Giorgione.
Conosciuto per l'abilità con cui riproduceva lo stile dei maestri veneti del XVI secolo, (viene elogiato da Marco Boschini, suo contemporaneo, come "simia di Zorzon", imitatore di Giorgione) è anche conosciuto per la sua pittura di genere grottesco, nonché per l'attività di ritrattista. Restaurò anche la Pala di Castelfranco.
In quanto pittore ufficiale della Repubblica di Venezia, ricevette la commissione per la realizzazione dei cartoni dei mosaici della Basilica di San Marco, attività che lo terrà impegnato dal 1640 al 1673. Intorno al 1670 dipinse la tela Mosè e Aronne col Faraone, ora a La Spezia nel Museo civico Amedeo Lia, che palesa influssi caravaggeschi. Sempre a Venezia, dipinse Sant'Antonio con la sua basilica, rappresenta S. Antonio di Padova, la sua basilica e due frati minori conventuali: i padri Maurizio Cavalletti e Maurizio Graziani, religiosi dei Frari, che la donarono nel 1674, per la Basilica di Santa Maria Gloriosa dei Frari. Nei pressi del Rialto nella chiesa di San Lio, sulla parte sinistra dell'altare maggiore si può ammirare una magnifica crocifissione. Sposò Clorinda Renieri, pittrice anch'essa, figlia del fiammingo Nicolas Régnier, pittore e mercante d'arte, con il quale Della Vecchia strinse rapporti d'affari in quest'ultimo ramo.

## Opere
- San Marco Evangelista, tela, XVII secolo, Mykolas Zilinskas Art Museum, Kaunas
- Santa Trinità coi santi Barnaba, Agostino e Monica, olio su tela, Chiesa di Santa Maria Annunciata, Borgosatollo
- Coppia Innamorata, olio su tela, Galleria Nazionale d'Arte, Lviv
- San Sansone, olio su tela, metà XVII secolo, MAST Castel Goffredo
- San Giovanni Battista, olio su tela, metà XVII secolo, MAST Castel Goffredo